# Ermite nain
Phaethornis longuemareus
Espèce
Répartition géographique
Statut de conservation UICN

 LC  : Préoccupation mineure
Statut CITES
L'Ermite nain (Phaethornis longuemareus) est une espèce de colibris (famille des Trochilidae) présents en Amérique du Sud.

## Aire de répartition
L'espèce est présente au Venezuela, au Guyana, en Guyane, au Suriname et à Trinité-et-Tobago.

## Habitats
Cette espèce habite les forêts tropicales et subtropicales humides de plaines mais aussi les anciennes forêts fortement dégradées.